# ريكاردو فيا
ريكاردو فيا (بالإسبانية: Ricardo Julio Villa) مواليد 18 أغسطس 1952 في الأرجنتين، هو لاعب كرة قدم أرجنتيني دولي سابق كان يلعب كلاعب وسط. اعتزل اللعب عام 1989. سبق له أن لعب في كأس العالم لكرة القدم مع منتخب بلاده. بدأ مسيرته الرياضية عام 1970 مع كيلمس. لعب خلال مسيرته 466 مباراة سجل خلالها 73 هدفاً.

## المسيرة الاحترافية

### أندية لعب لها
- كيلمس
- أتليتيكو توكومان
- نادي راسينغ
- توتنهام هوتسبير
- ديبورتيفو كالي
- ديفنسا خوستيكا

## روابط خارجية
- ريكاردو فيا على موقع الاتحاد الدولي (مؤرشف)  (الإنجليزية)
- ريكاردو فيا على موقع قاعدة بيانات كرة القدم.إي يو (الإنجليزية)
- ريكاردو فيا على موقع ناشيونال فوتبول تيمز (الإنجليزية)